# ديبكا فايل
ديبكا ((بالعبرية: תיק דבקה‏) هو موقع إستخباراتي عسكري إسرائيلي في القدس، يقدم تعليقات وتحليلات حول الإرهاب والمخابرات والأمن القومي والعلاقات العسكرية والدولية، مع تركيز خاص على الشرق الأوسط. وهي متوفرة باللغتين الإنجليزية والعبرية. تشير كلمة «دبكة» إلى رقصة شعبية عربية. 

## التاريخ
بدأ الموقع في صيف عام 2000، ويتم تشغيله من بيت الصحافيين في القدس بواسطة جيورا شاميس وديان شاليم. وقد حاز على جائزة أفضل جائزة الويب من مجلة فوربس. تحدد فوربس الأرشيفات على أنها أفضل جزء في الموقع، لكنها تحذر من أن «معظم المعلومات تُنسب إلى مصادر غير محددة».
تم تعليق الموقع في أكتوبر 2014، بعد تقريره الخاص عن مرض رئيس تحريره. استأنف الموقع التغطية في ديسمبر 2014.